# خو كاي كيم
خو كاي كيم (28 مارس 1937 - 28 مايو 2019) مؤرخ ماليزي من أصل صيني. حصل على لقب أستاذ فخري من جامعة مالايا عام 2001. وفي يناير 2011 عُيِّن خو رئيسًا لجامعة كيه دي يو الماليزية.

## سيرته
ولد خو كاي كيم في كامبار في بيراك بماليزيا في 28 مارس 1937. حصل على درجة البكالوريوس والماجستير والدكتوراه. في 1959 و1967 و1974 على التوالي من جامعة مالايا. كانت أطروحة الدكتوراه بعنوان بدايات التطرف السياسي في مالايا 1915-1935 (1974)، وكان أحد المؤلفين المشاركين للعديد من الكتب والمؤلفات التاريخية المشهورة. وكان أكاديميًا وطنيًا يحظى بتقدير كبير لوجهات نظره حول الرياضة المحلية والقضايا الاجتماعية السياسية.

## وفاته
توفي خو بسبب مرض رئوي في 28 مايو 2019 صباح الثلاثاء في المركز الطبي بجامعة مالايا في بيتالينغ جايا بسلاغور عن عمر 82.